# 美薗中央公園站

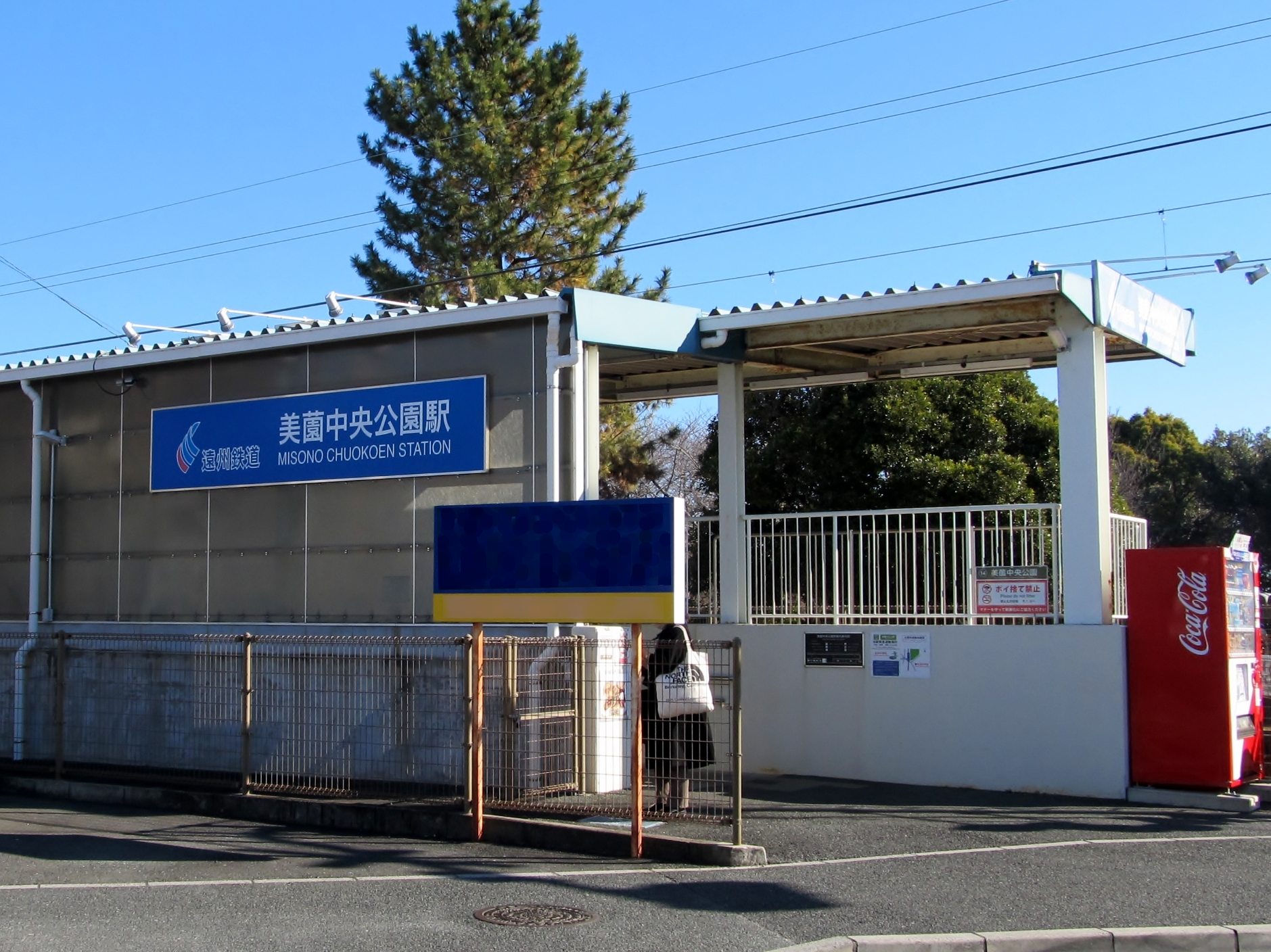
車站入口（2025年1月）

美薗中央公園站（日语：／ Misono-chūōkōen eki */?）是位於靜岡縣濱松市濱名區貴布禰，屬於遠州鐵道的鐵道線車站。車站編號為14。

## 歴史

### 車站的由來
本站當初的站名是取自當時的地名（濱名郡北濱村大字貴布禰），由於鄰站貴布禰站已經存在，因此命名為北濱站。本站在1977年8月隨著鄰站改名為濱北站，但為免造成混淆而改名為北濱中學前站。即使如此，市外的乘客以會把兩站混淆。隨著車站無障礙化工程完成，站前的土地整環項目也完成，此站也改名為「美薗中央公園」。「北濱」和「濱北」的來源也是指「濱名郡北邊地區」。

### 年表
- 1951年4月1日 - 北濱站啟用。
- 1977年8月1日 - 車站改名為北濱中學前站。
- 2006年夏天 - 車站東邊的上蓋單車停泊場開始使用。
- 2007年8月1日 - 車站改名為美薗中央公園站。

## 車站構造

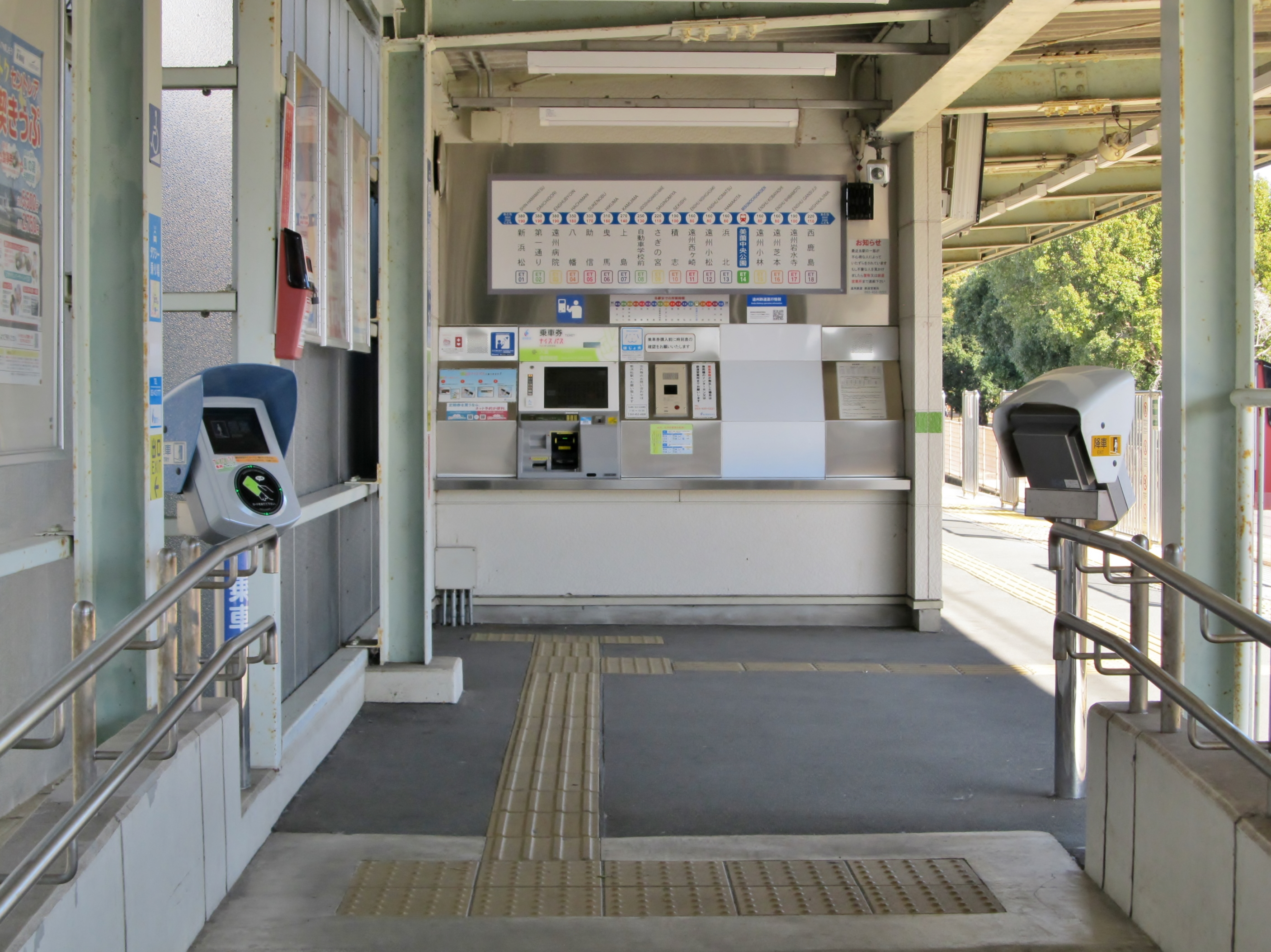
驗票口（2025年1月）

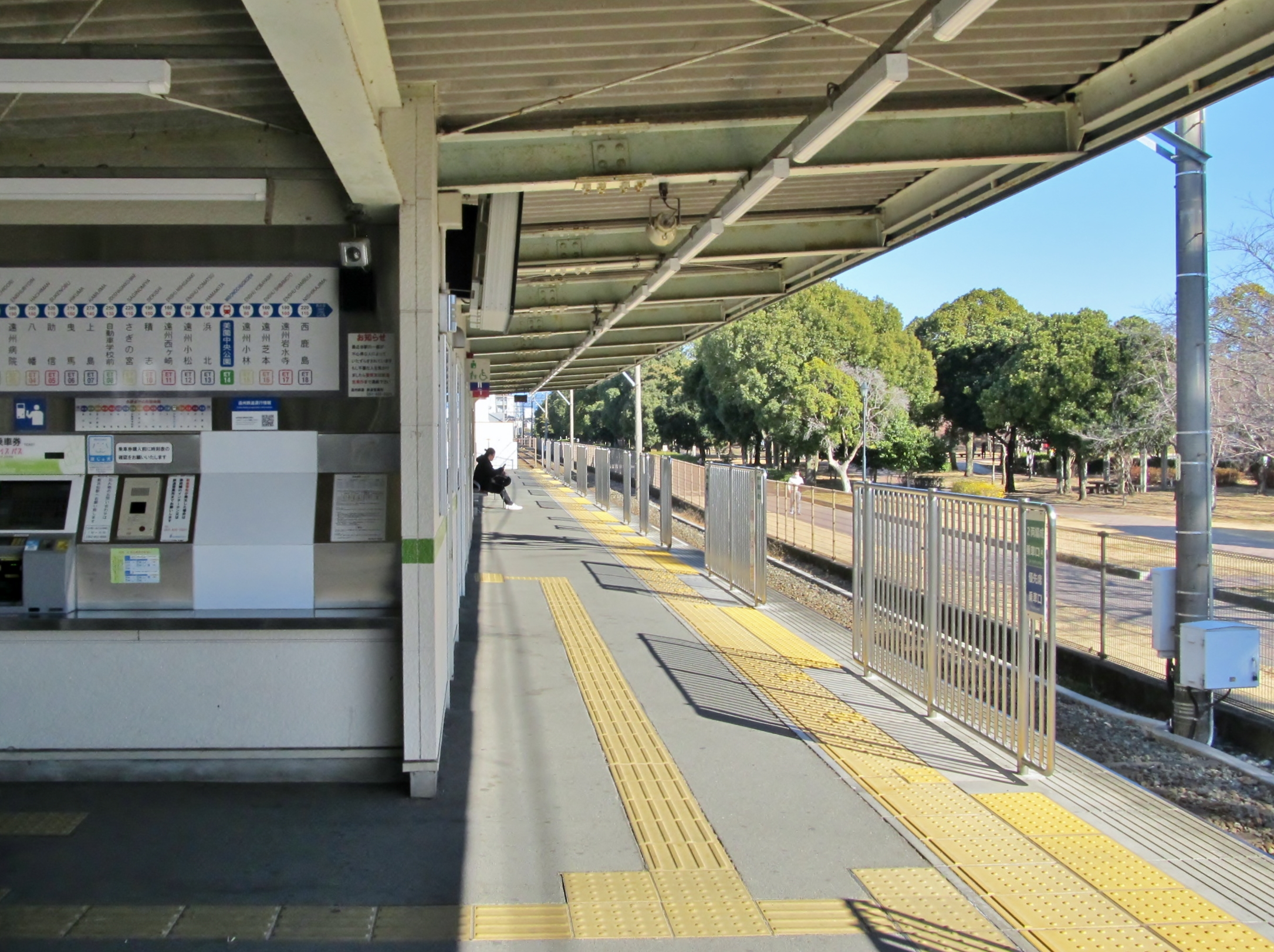
月台（2025年1月）

此站是地面車站，設有1面1線的單式月台。此站為沒有設置站房的全日無人車站。在黃昏時刻、車站繁忙時或是舉行濱松節時與4卡編成運行，會臨時派遣站員當值。
月台中間設有由玻璃製的候車室，車站東邊則為單車停泊處（可容納384架）。本站在2007年3月起進行無障礙化工程，包括改裝月台。工程在2007年7月下旬完工。

## 使用狀況
在2018年度（平成30年度）的總乘車人次為399,314人（18座車站中排名第11），下車人次為387,947人（18座車站中排名第11）。
以下為不同年度的乘車人次和下車人次：
| 一年總間乘車人次和下車人次彎化 | 一年總間乘車人次和下車人次彎化 | 一年總間乘車人次和下車人次彎化 | 一年總間乘車人次和下車人次彎化 |
| 年度                           | 遠州鐵道                       | 遠州鐵道                       | 參考資料、備註                 |
| 年度                           | 乘車人次                       | 下車人次                       | 參考資料、備註                 |
| ------------------------------ | ------------------------------ | ------------------------------ | ------------------------------ |
| 1980年度（昭和55年度）         | 174,349 人                     | 175,754 人                     | [ 5 ]                          |
| 1981年度（昭和56年度）         | 165,317 人                     | 171,227 人                     | [ 6 ]                          |
| 1982年度（昭和57年度）         | 159,140 人                     | 167,066 人                     | [ 7 ]                          |
| 1983年度（昭和58年度）         | 163,499 人                     | 170,546 人                     | [ 8 ]                          |
| 1984年度（昭和59年度）         | 159,028 人                     | 165,571 人                     | [ 9 ]                          |
| 1985年度（昭和60年度）         | 166,271 人                     | 174,081 人                     | [ 10 ]                         |
| 1986年度（昭和61年度）         | 168,761 人                     | 182,672 人                     | [ 11 ]                         |
| 1987年度（昭和62年度）         | 185,401 人                     | 201,106 人                     | [ 12 ]                         |
| 1988年度（昭和63年度）         | 199,037 人                     | 214,694 人                     | [ 13 ]                         |
| 1989年度（平成元年度）         | 228,556 人                     | 242,174 人                     | [ 14 ]                         |
| 1990年度（平成2年度）          | 247,314 人                     | 254,472 人                     | [ 15 ]                         |
| 1991年度（平成3年度）          | 275,882 人                     | 283,006 人                     | [ 16 ]                         |
| 1992年度（平成4年度）          | 266,059 人                     | 273,837 人                     | [ 17 ]                         |
| 1993年度（平成5年度）          | 288,185 人                     | 294,653 人                     | [ 18 ]                         |
| 1994年度（平成6年度）          | 282,801 人                     | 289,144 人                     | [ 19 ]                         |
| 1995年度（平成7年度）          | 300,073 人                     | 305,519 人                     | [ 20 ]                         |
| 1996年度（平成8年度）          | 301,847 人                     | 304,072 人                     | [ 21 ]                         |
| 1997年度（平成9年度）          | 243,701 人                     | 246,084 人                     | [ 22 ]                         |
| 1998年度（平成10年度）         | 288,658 人                     | 288,160 人                     | [ 23 ]                         |
| 1999年度（平成11年度）         | 301,996 人                     | 301,858 人                     | [ 24 ]                         |
| 2000年度（平成12年度）         | 310,407 人                     | 311,001 人                     | [ 25 ]                         |
| 2001年度（平成13年度）         | 315,866 人                     | 316,177 人                     | [ 26 ]                         |
| 2002年度（平成14年度）         | 300,281 人                     | 304,803 人                     | [ 27 ]                         |
| 2003年度（平成15年度）         | 339,796 人                     | 341,468 人                     | [ 28 ]                         |
| 2004年度（平成16年度）         | 341,926 人                     | 348,180 人                     | [ 29 ]                         |
| 2005年度（平成17年度）         | 341,420 人                     | 342,423 人                     | [ 30 ]                         |
| 2006年度（平成18年度）         | 355,687 人                     | 352,038 人                     | [ 31 ]                         |
| 2007年度（平成19年度）         | 372,381 人                     | 369,818 人                     | [ 32 ]                         |
| 2008年度（平成20年度）         | 370,366 人                     | 366,018 人                     | [ 33 ]                         |
| 2009年度（平成21年度）         | 352,768 人                     | 348,385 人                     | [ 34 ]                         |
| 2010年度（平成22年度）         | 356,132 人                     | 348,292 人                     | [ 35 ]                         |
| 2011年度（平成23年度）         | 349,070 人                     | 343,491 人                     | [ 36 ]                         |
| 2012年度（平成24年度）         | 358,490 人                     | 350,516 人                     | [ 37 ]                         |
| 2013年度（平成25年度）         | 381,303 人                     | 372,205 人                     | [ 38 ]                         |
| 2014年度（平成26年度）         | 389,372 人                     | 378,921 人                     | [ 39 ]                         |
| 2015年度（平成27年度）         | 398,637 人                     | 386,490 人                     | [ 40 ]                         |
| 2016年度（平成28年度）         | 392,222 人                     | 379,971 人                     | [ 41 ]                         |
| 2017年度（平成29年度）         | 401,331 人                     | 389,765 人                     | [ 42 ]                         |
| 2018年度（平成30年度）         | 399,314 人                     | 387,947 人                     | [ 4 ]                          |

## 車站周邊
車站位於市區內的住宅區。
- 濱松市美薗中央公園
- 濱松市立北濱中學 （页面存档备份，存于）（日語）
- 濱松市立伎倍小學 （页面存档备份，存于）（日語）
- Ministop濱松貴布禰店
- 濱松磐田信用金庫（日语：浜松磐田信用金庫）濱北分店
- 溫州濱松農業協同組合（日语：とぴあ浜松農業協同組合）北濱分店
- Create SD濱松濱北店
- 濱北廣場酒店（日语：かねはら）
- Nico Nico租車（日语：ニコニコレンタカー）濱北店
- SPJ生活體育廣場

## 相鄰車站
遠州鐵道
■鐵道線
濱北（13）－美薗中央公園（14）－遠州小林（15）

## 注腳
1. ↑  「来月一日から〝浜北駅〟に 遠鉄、貴布祢駅を改名」《靜岡新聞》昭和52年7月26日付朝刊13面（西部綜合）。
2. 1 2  《靜岡新聞》2007年7月28日付19面。
3. ↑  竹地廣憲「遠鉄「北浜中学校前」が「美薗中央公園」駅に」《毎日新聞》2007年（平成19年）7月24日付26面（靜岡）。
4. 1 2  《靜岡縣統計年鑑 平成30年》 運輸・通信 鉄道運輸状況 （页面存档备份，存于）（日語）
5. ↑  《靜岡縣統計年鑑 昭和55年》 NDL 82024736 pp. 287-289
6. ↑  《靜岡縣統計年鑑 昭和56年》 NDL 83020918 pp. 287-289
7. ↑  《靜岡縣統計年鑑 昭和57年》 NDL 84021214 pp. 279-281
8. ↑  《靜岡縣統計年鑑 昭和58年》 NDL 85042552 pp. 279-281
9. ↑  《靜岡縣統計年鑑 昭和59年》 書誌情報 （页面存档备份，存于） pp. 279-281
10. ↑  《靜岡縣統計年鑑 昭和60年》 運輸・通信 私鉄運輸状況 （页面存档备份，存于）（日語）
11. ↑  《靜岡縣統計年鑑 昭和61年》 運輸・通信 私鉄運輸状況 （页面存档备份，存于）（日語）
12. ↑  《靜岡縣統計年鑑 昭和62年》 運輸・通信 鉄道運輸状況 （页面存档备份，存于）（日語）
13. ↑  《靜岡縣統計年鑑 昭和63年》 運輸・通信 鉄道運輸状況 （页面存档备份，存于）（日語）
14. ↑  《靜岡縣統計年鑑 平成元年》 運輸・通信 鉄道運輸状況 （页面存档备份，存于）（日語）
15. ↑  《靜岡縣統計年鑑 平成2年》 運輸・通信 鉄道運輸状況 （页面存档备份，存于）（日語）
16. ↑  《靜岡縣統計年鑑 平成3年》 運輸・通信 鉄道運輸状況 （页面存档备份，存于）（日語）
17. ↑  《靜岡縣統計年鑑 平成4年》 運輸・通信 鉄道運輸状況 （页面存档备份，存于）（日語）
18. ↑  《靜岡縣統計年鑑 平成5年》 運輸・通信 鉄道運輸状況 （页面存档备份，存于）（日語）
19. ↑  《靜岡縣統計年鑑 平成6年》 運輸・通信 鉄道運輸状況 （页面存档备份，存于）（日語）
20. ↑  《靜岡縣統計年鑑 平成7年》 運輸・通信 鉄道運輸状況 （页面存档备份，存于）（日語）
21. ↑  《靜岡縣統計年鑑 平成8年》 運輸・通信 鉄道運輸状況 （页面存档备份，存于）（日語）
22. ↑  《靜岡縣統計年鑑 平成9年》 運輸・通信 鉄道運輸状況 （页面存档备份，存于）（日語）
23. ↑  《靜岡縣統計年鑑 平成10年》 運輸・通信 鉄道運輸状況 （页面存档备份，存于）（日語）
24. ↑  《靜岡縣統計年鑑 平成11年》 運輸・通信 鉄道運輸状況 （页面存档备份，存于）（日語）
25. ↑  《靜岡縣統計年鑑 平成12年》 運輸・通信 鉄道運輸状況 （页面存档备份，存于）（日語）
26. ↑  《靜岡縣統計年鑑 平成13年》 運輸・通信 鉄道運輸状況 （页面存档备份，存于）（日語）
27. ↑  《靜岡縣統計年鑑 平成14年》 運輸・通信 鉄道運輸状況 （页面存档备份，存于）（日語）
28. ↑  《靜岡縣統計年鑑 平成15年》 運輸・通信 鉄道運輸状況 （页面存档备份，存于）（日語）
29. ↑  《靜岡縣統計年鑑 平成16年》 運輸・通信 鉄道運輸状況 （页面存档备份，存于）（日語）
30. ↑  《靜岡縣統計年鑑 平成17年》 運輸・通信 鉄道運輸状況 （页面存档备份，存于）（日語）
31. ↑  《靜岡縣統計年鑑 平成18年》 運輸・通信 鉄道運輸状況 （页面存档备份，存于）（日語）
32. ↑  《靜岡縣統計年鑑 平成19年》 運輸・通信 鉄道運輸状況 （页面存档备份，存于）（日語）
33. ↑  《靜岡縣統計年鑑 平成20年》 運輸・通信 鉄道運輸状況 （页面存档备份，存于）（日語）
34. ↑  《靜岡縣統計年鑑 平成21年》 運輸・通信 鉄道運輸状況 （页面存档备份，存于）（日語）
35. ↑  《靜岡縣統計年鑑 平成22年》 運輸・通信 鉄道運輸状況 （页面存档备份，存于）（日語）
36. ↑  《靜岡縣統計年鑑 平成23年》 運輸・通信 鉄道運輸状況 （页面存档备份，存于）（日語）
37. ↑  《靜岡縣統計年鑑 平成24年》 運輸・通信 鉄道運輸状況 （页面存档备份，存于）（日語）
38. ↑  《靜岡縣統計年鑑 平成25年》 運輸・通信 鉄道運輸状況 （页面存档备份，存于）（日語）
39. ↑  《靜岡縣統計年鑑 平成26年》 運輸・通信 鉄道運輸状況 （页面存档备份，存于）（日語）
40. ↑  《靜岡縣統計年鑑 平成27年》 運輸・通信 鉄道運輸状況 （页面存档备份，存于）（日語）
41. ↑  《靜岡縣統計年鑑 平成28年》 運輸・通信 鉄道運輸状況 （页面存档备份，存于）（日語）
42. ↑  《靜岡縣統計年鑑 平成29年》 運輸・通信 鉄道運輸状況 （页面存档备份，存于）（日語）

## 外部連結
- 美薗中央公園站（遠鐵電車各站資訊） （页面存档备份，存于）（日語）